# West Carrollton (Ohio)
Pour les articles homonymes, voir West Carrollton.
West Carrollton est une ville américaine située dans le comté de Montgomery, dans l'Ohio. Selon le recensement de 2010, sa population est de 13 143 habitants.